# Juraj Radojević
Juraj Radojević zvani Gizdelin (17. st. ), hrvatski pisac, pučki pjesnik i ratnik iz Sarajeva.
Rodom je od kneževskoga roda Radojevića od Olova, koje spominje i A. K. Miošić. Jurjevi su predci izbjegli pred osmanskim osvajačima u južne hrvatske krajeve pod mletačkom vlašću. Nastanili su se u Žrnovnici kraj Splita. Malo je poznato o njemu, a o Radojeviću su pisali Vodnik, Šime Urlić (Juraj Gizdelin imenovan vojvoda g. 1655. U: Građa za povijest književnosti hrvatske. Knj. 9(1920). - str. 196-199.) i Prohaska. U novije vrijeme proučavali su ga don Rozario Šutrin, Vanda Babić i Sanja Knežević.
Pisao je štokavskim narječjem hrvatskog jezika. Svoj je jezik izrijekom nazvao hrvatskim. Po junačkim je spjevovima prethodnik Andrije Kačića Miošića. Djela mu se zasnivaju na povijesnoj literaturi Maura Orbinija. Spada u krug hrvatskih domoljubnih pisaca koji su tijekom 17. stoljeća širili domoljubni duh među hrvatskim pukom.
Bio je pučki pjesnik. Pjesnički stil mu je barokni. Literarno je skromno pridonio hrvatskoj književnosti, malo se zna o njemu, pa zato često i nije u hrvatskim leksikonima. Ali je hrvatskim književnim povjesničarima skrenuo pozornost na se kao zanimljiv primjerak pučkog stvarateljstva najburnijim godinama hrvatske povijesti kad se oslobađanje od Turaka kao tema isprepletalo s apsolutističkom habsburškom politikom i katoličkom obnovom te s razvijanjem sveslavenskih ideja u kontekstu hrvatske barokne knjiżevnosti. U Padovi su mu tiskane dvije knjige Okolišenje i uzetie grada Budima (1686. i 1743.) i Skazanje vazetja lipoga Biograda (1688.). Posvetio je u djelima pozornost glagoljici, naglašavajući njenu važnost kao nezaobilazne hrvatske obrazovne sastavnice.
Nazivao se "vojvodom" i "knezom Bosne". 1686. je u Mletcima objavio dugu poemu o opsadi Budima 1686. i pobjedi cara Leopolda I. nad Osmanlijama. Na glasu kao dobar ratnik, privrežen domovini, porobljenomu rodnomu kraju, njegovoj kulturi i tradiciji.